# Mini 4WD

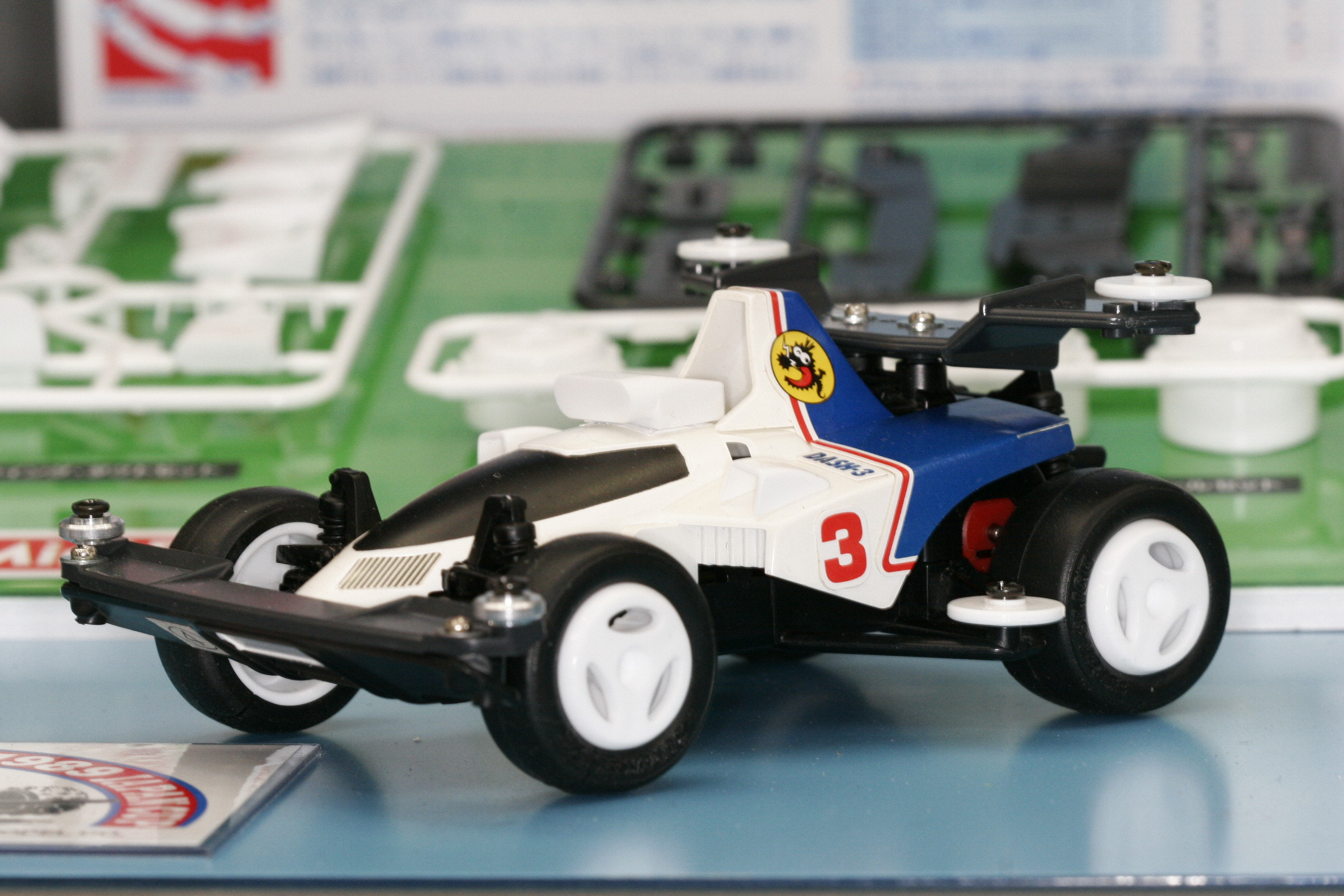
Una Mini 4WD

Le Mini 4WD sono dei modellini di piccole auto da corsa nate nel 1982 dalla produttrice giapponese Tamiya.

## Caratteristiche
Le caratteristiche principali di una Mini 4WD sono:
- Trazione integrale (4 ruote motrici);
- Scala 1/32;
- Composte per lo più da plastica;
- Movimento ed alimentazione elettrica per mezzo di un motore e di 2 pile stilo da 1.2/1.5v;
- Nessuna richiesta di collanti per l'assemblaggio;

Sebbene esistano dei meccanismi che permettano alle Mini 4WD di sterzare in determinate occasioni, queste automobiline vanno sempre dritto.

## Controlli
È possibile controllare una tale automobilina durante la sua corsa in due modi:
- Utilizzando la Mini 4WD all'interno di una pista appositamente prodotta. Una pista per Mini 4WD è composta di un numero di corsie (2, 3 o 5), ciascuna corsia è delimitata da "muretti" (detti anche "sponde" o "bordi") che permettono ad una Mini 4WD l'esecuzione di un determinato percorso. Una Mini 4WD è "costretta" fisicamente dal muretto (durante una curva ad esempio) a seguire l'andamento del muretto stesso, sul quale scorre mediante rotelle.
- L'utilizzo di una mazza detta "bastone di guida": una lunga asta formata da una zona d'impugnatura ed una "paletta". Tale strumento è del tutto simile ad un bastone da hockey, ma generalmente si presenta molto più leggero (solo nelle gare fuori dalle normali piste convenzionali, conosciute internazionalmente come Street Mini 4WD).

Durante la sua marcia, la Mini 4WD è "deviata" dal corridore attraverso l'utilizzo del bastone di guida, per fare ciò il pilota deve dunque correre dietro alla Mini 4WD e controllarne i movimenti in tempo reale.
Entrambe le possibilità si poggiano sullo stesso principio: l'esecuzione di un percorso per "costrizione" attraverso deviazioni statiche (i muretti di una pista su cui scorrono le rotelle) o dinamiche (la paletta di un bastone di guida).
Mentre nelle gare con i bastoni di guida il corridore è costretto a mantenere ridotta la velocità della propria Mini 4WD (fino ad un massimo di 27/28 km/h), in pista è possibile spingere le auto a velocità elevatissime. L'uso del bastone di guida richiede ovviamente diverse ore di esperienza e un'ottima prestanza fisica. Sono quindi essenziali le capacità fisiche del corridore.

## Gare su pista
Tamiya da anni promuove e organizza gare su pista per Mini 4WD, che hanno ampia diffusione in Giappone e Asia orientale, ma anche in altri paesi. In Italia è stato sviluppato negli anni un regolamento specifico che differisce leggermente da quello Tamiya internazionale e che ha portato ad una differenziazione anche della maniera di correre e assettare i modelli.
Questo regolamento prevede tre categorie, che si distinguono per potenza dei motori utilizzabili e livello di personalizzazione e uso degli accessori:
- Let's & Go! (T-mec) : categoria di ingresso, solitamente con limiti di età dei partecipanti, che ammette l'utilizzo degli accessori solamente montati come da istruzioni, motori poco potenti e rotelle guida esclusivamente in plastica.
- Expert class (B-Max): categoria intermedia che ammette motori fino a Hyper Dash e permette di combinare liberamente gli accessori tra di loro ma senza modificarli.
- Open class: categoria regina che prevede l'uso dei motori più potenti e la libertà di tagliare e incollare gli accessori per realizzare veri e propri modelli artigianali.

Lo svolgimento di una gara ufficiale (definito nel regolamento sportivo diffuso da Tamiya Italia) prevede sei manche di qualificazione, dove i racers corrono da soli o in simultanea sulla pista per ottenere il miglior tempo sul giro completo, ad ogni partenza si scala di una corsia in modo da effettuare due partenze da ciascuna linea di corsa. In base alla classifica dei tempi, i primi 12 (o 6 nelle gare minori) si sfidano in una serie di scontri diretti a gruppi di tre che determina la classifica finale.
I principali eventi annuali Mini 4WD in Italia sono:
- Campionato Nazionale Expert: organizzato direttamente da Tamiya Italia, si svolge abitualmente in autunno e in location sempre diverse (solitamente all'interno di fiere del settore).
- C.I.S.E. (Campionato Italiano a Squadre Expert): organizzato da Tamiya per la prima volta nella primavera 2011, è una competizione tra team composti da almeno tre racers.
- TOTY (Top Of The Year): organizzato da privati, viene considerato dai racers il nazionale per la categoria TOP.
- Garone: organizzato da privati, è l'equivalente del CISE per la categoria TOP.

## Street Mini 4WD
Lo Street Mini 4WD è un'attività sportiva che unisce il modellismo alla corsa fisica. L'atleta in questa disciplina, corre e pilota una mini 4WD. La mini 4WD viene pilotata usando una mazza: "il bastone di guida".
Gli atleti corrono dunque a fianco alle loro mini 4WD controllandole e facendole curvare mediante il bastone di guida.
Avviata in Italia nel 1994 e affiliata CSEN dal 2023, lo Street Mini 4WD è una attività sportiva praticata in diversi paesi del mondo.
Lo Street Mini 4WD promuove l'attività fisica data dalla corsa, la coordinazione dei movimenti e la propriocezione. 
Inoltre lo Street Mini 4WD indirizza chi si avvicina a questa attività sportiva ad apprendere concetti tecnici alla base del funzionamento degli automodelli: si possono perfezionare le proprie mini 4WD sia esteticamente che meccanicamente (il "tuning"). 

## Serie

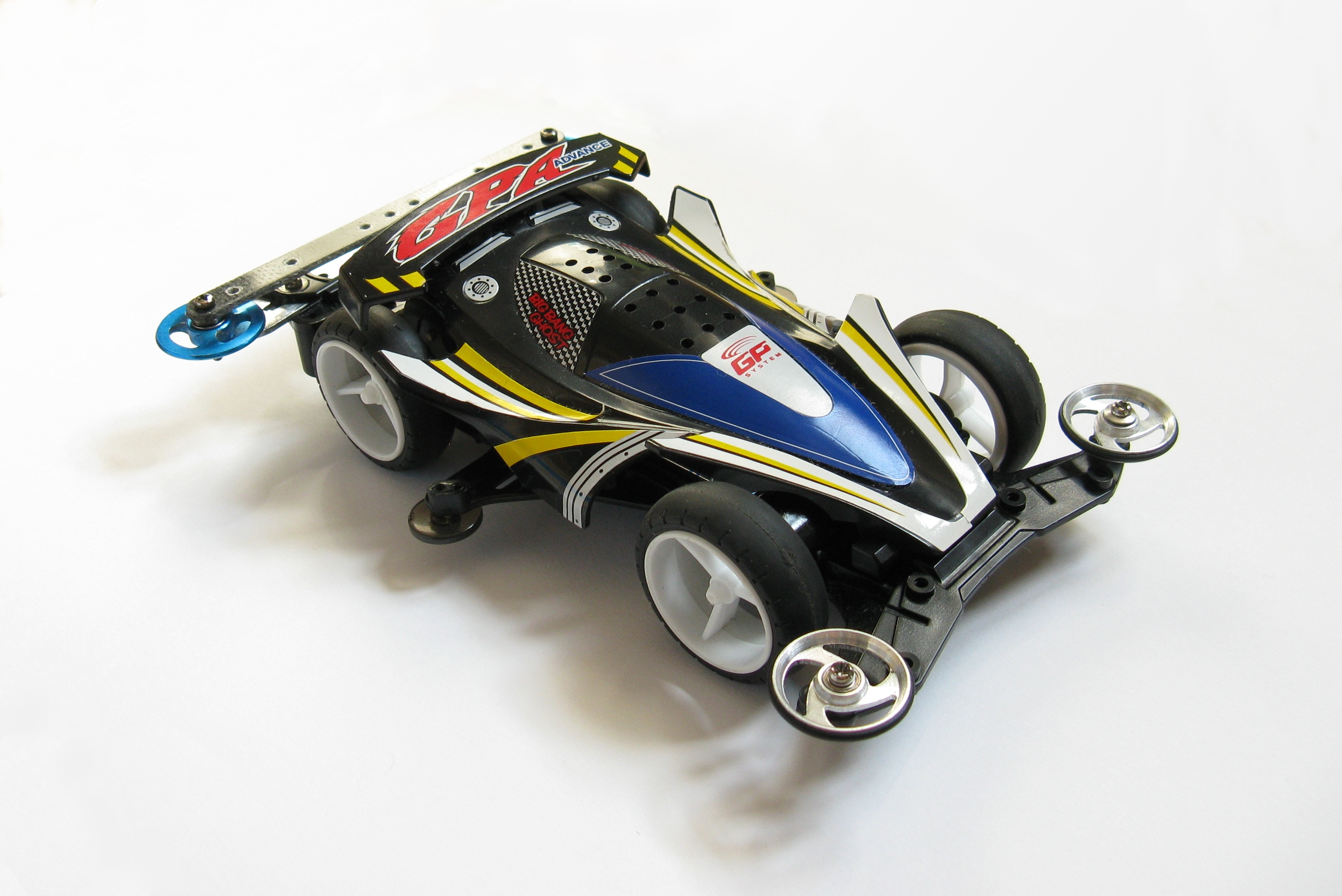
Big Bang Ghost GPA della serie Super Mini 4WD.

Nel corso di più di vent'anni si sono susseguite diverse serie di Mini 4WD prodotte da Tamiya, alcune delle quali sono apparse in alcuni anime dedicati proprio a questo tipo di auto da corsa.
Le serie di Mini 4WD sono:
- Mini 4WD (1982)
- Comical Mini 4WD (1984)
- Racing Mini 4WD (1986)
- Wild Mini 4WD (1987)
- Truckin' Mini 4WD (1990)
- Super Mini 4WD (1993)
- Fully Cowled Mini 4WD (1994)
- Mechanical Mini 4WD (1996)
- Aero Mini 4WD (1998)
- Mighty Mini 4WD (1998)
- Mini4WD PRO (2005)
- REV Mini4WD (2012)
- ComboMaster (2019)
- Laser Mini 4WD (2022)

A partire dagli anni 2000 diverse altre aziende di modellismo si sono spinte nel mercato delle Mini 4WD, tra cui Tokyo Marui, Kyosho, Academy Plastic Model, Aoshima Bunka Kyozai, Matchbox, Revell, Hot Wheels, Tonka, Hasbro, Auldey e Bandai.